# Encyklopedie aneb Racionální slovník věd, umění a řemesel

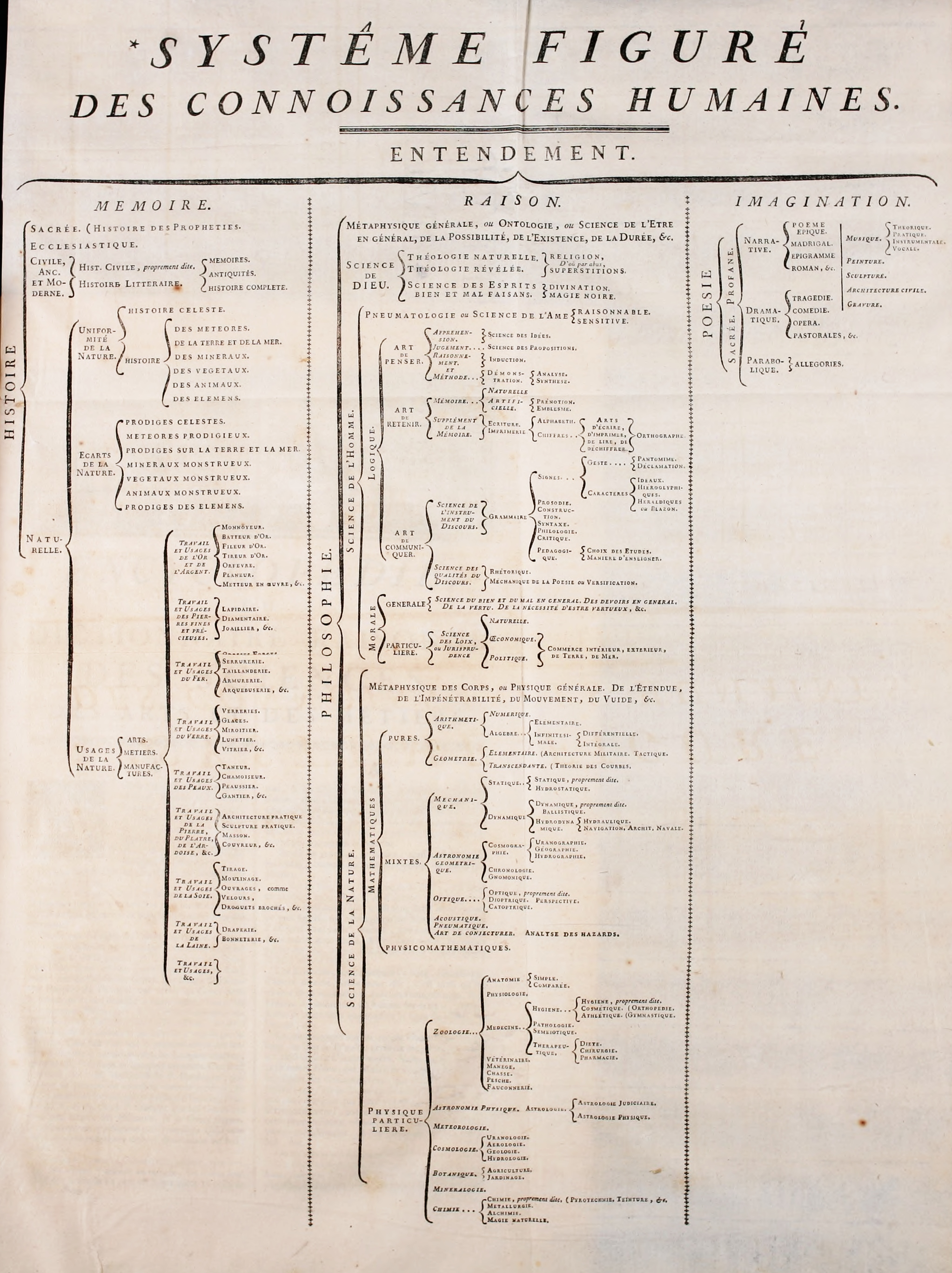
Dělení znalostí použité v díle

Encyklopedie aneb Racionální slovník věd, umění a řemesel (francouzsky Encyclopedie, ou Dictionnaire raisonné des science, des artes et des métiers), taktéž Encyklopedie čili naučný slovník věd, umění a řemesel, zkráceně Encyklopedie je encyklopedie, která vyšla ve Francii v letech 1751–1766, některé úpravy a dodatky v letech 1772, 1777 a 1780, za účelem shrnout veškeré lidské poznání. Dohromady má 28 svazků.

## Charakteristika
Je ztělesněním osvícenských snah. Protože byla potenciálně nebezpečná pro šlechtu i církev, některé svazky byly zakázány. Církev zařadila Encyklopedii (jako celek) na Index zakázaných knih. Encyklopedie byla určená pro vzdělávání širokých mas veřejnosti, poskytovala informace z rozličných oblastí (přírodověda, historie, umění, filosofie). Projekt vedli Denis Diderot a Jean le Rond d'Alembert. Encyklopedisté navštěvovali dílny, venkov, divadla a mnohé další, aby encyklopedie byla co nejpřesnější.

## Encyklopedisté
Jako encyklopedisty označujeme skupinu francouzských filozofů a vědců, kteří se sdružili k sepsání a vydání Encyklopedie. Filosofické a politické názory encyklopedistů nebyly jednotné, spojovalo je však stranění společenskému pokroku, kritika despotismu feudálního útlaku a snaha osvobodit myšlení od pověr a dogmat. Někteří z encyklopedistů se později proslavili, případně editovali vlastní práce; mnoho z nich však zůstalo jen velmi málo známých. Nejvíc článků (téměř čtvrtina Encyklopedie) napsal Louis de Jaucourt. Mezi nejznámější encyklopedisty patřili:
- Denis Diderot
- Jean le Rond d'Alembert
- Louis de Jaucourt
- Jean-Jacques Rousseau
- Voltaire
- Charles Louis Montesquieu
- Étienne Bonnot de Condillac
- Claude-Adrien Helvétius
- Paul Heinrich Dietrich von Holbach
- Anne Robert Jacques Turgot
- Jacques Necker
- Jean-François Marmontel